# Saltholm
Saltholm („Salzinselchen“) ist eine etwa 16 km² große, kaum bewohnte dänische Insel im Öresund, die sich östlich der Insel Amager und südöstlich von Kopenhagen befindet.
Der Name Saltholm („Salzinselchen“) deutet vermutlich auf den Mangel an Süßwasser auf der Insel hin.

## Verwaltung
Saltholm ist ein Vogelschutzgebiet und gehört zum Kirchspiel Kastrup (Kastrup Sogn) in der Harde Sokkelund Herred (Københavns Amt), seit 1970 zur Gemeinde Tårnby Kommune, die durch die Kommunalreform zum 1. Januar 2007 unangetastet blieb und heute zur Region Hovedstaden gehört.

## Geographie
Saltholm liegt dem Flughafen Kopenhagen-Kastrup auf der Insel Amager gegenüber und ist von Amager durch den 3,3 km breiten Drogden getrennt.
Die Insel hat 2 Einwohner (1. Januar 2021) im Gehöft Holmegård im Nordwesten der Insel. Sie ist mit einer maximalen Höhe von fünf Metern sehr flach. Folglich können große Teile der Insel insbesondere im Winterhalbjahr bei hohen Fluten überflutet werden.
Die Insel kann nur mit eigenem Boot oder mit dem bådtaxa („Bootstaxi“) erreicht werden.
Südlich von Saltholm liegt in weniger als 900 Meter Entfernung die künstliche Nachbarinsel Peberholm („Pfefferinsel“), die Teil der Öresundverbindung ist.

### Flora und Fauna
Die seit Jahrhunderten betriebene Beweidung durch Kühe, Pferde, Schafe und Gänse im Sommer hat die Landschaft der Insel mit ihren offenen Wiesen geprägt. Neben Amager ist Saltholm der einzige  Ort in Dänemark, an dem Bastard-Schwertlilien in freier Natur blühen.
Saltholm ist nicht nur Rastplatz für Gänse, Schwäne, Enten, Wanderfalken und Seeadler, sondern hat mit bis zu 7000 brütenden Vögeln auch den größten Bestand an Eiderenten in Europa. In einem Frühjahr wurden etwa 12.000 Graugänse, Krickenten und Pfeifenten gesichtet. Während der Brutzeit der Vögel ist zwischen dem 1. April und 15. Juli ein Aufenthalt nur im nördlichen Teil der Insel gestattet.
Schnecken, Muscheln, Würmer, Krebstiere und andere Tierarten kommen zusammen mit Fischen und der Fischbrut in großen Mengen rund um die Insel vor. Darüber hinaus finden sich unter Wasser Seegräser.
Im Süden befindet sich eine Robbenkolonie.

## Geschichte
Saltholm entstand vor etwa 4.000 Jahren durch die Postglaziale Landhebung. Dieser Prozess verändert die Landschaft fortlaufend, insbesondere im südlichen Teil der Insel.
Im Jahr 1230 wurde Saltholm erstmals im Waldemar-Erdbuch erwähnt, wo der König die Insel dem Roskilder Bischof Niels Stigsen schenkte.
Die Bauern von Amager nutzten die Insel im Sommer zur Beweidung und für die Milchwirtschaft. Auf der Ostseite der Insel findet man vielerorts Spuren primitiver torfgemauerter Hütten. Diese sogenannten mælkehytter („Milchhütten“) wurden von „Melkmädchen“ (malkepiger) und Hirtenjungen genutzt.
Während der Pestepidemie von 1709 diente Saltholm als Quarantänestation für Ausländer, die in die dänische Hauptstadt einreisen wollten.
Ab dem 18. Jahrhundert wurde immer wieder Kalk abgebaut, was das Gebiet landschaftlich prägte. Durch den Abbau wurden große, offene Brüche geschaffen, die mit Wasser gefüllt vor allem den Gänsevögeln heute als Bleibe dienen. Der harte Kalkstein wurde behauen und als solides Baumaterial genutzt oder zur Weiternutzung als Mörtel gebrannt. Im Jahr 1935 wurde der Kalksteinabbau beendet.
Seit 1873 existiert die Saltholm Ejerlaug („Saltholmer Grundbesitzervereinigung“). Als die Vereinigung die Insel dem dänischen Staat abkaufte, beschloss man, dass nur Amager Grundstückseigentümer Mitglied werden konnten. Die Vereinigung hat heute etwa 200 Mitglieder, die das Weiderecht regeln und die wenigen verbliebenen Gebäude (zwei Höfe und 12 Häuser), von denen nur zwei als feste Wohnstätten dienen, verwalten.
Ende des 19. Jahrhunderts malte Theodor Philipsen viele seiner Werke auf der Insel.
Als Teil der Kopenhagener Verteidigungsanlagen wurde die Insel ab dem frühen 20. Jahrhundert militärisch genutzt. Während des Ersten Weltkriegs wurden Kanonen aufgestellt und Soldaten nach Saltholm abkommandiert. Um die Kanonenstellungen mit dem Hafen zu verbinden, baute man 1915 ein Gleis für Güterloren.
Von 1919 bis 1936 besaß die Insel ein Schulgebäude.
Am 28. August 1971 stürzte unweit von hier eine Iljuschin Il-18 der ungarischen Fluggesellschaft Malév im Landeanflug auf Kopenhagen ins Meer. Flugzeugführer war Ungarns höchstdekorierter Jagdflieger Dezső Szentgyörgyi, der im Anflug, eventuell aufgrund von Fallböen, die Kontrolle über das Flugzeug verlor. Von den 34 Insassen überlebten nur 2 Passagiere den Unfall (siehe auch Malév-Flug 731).
Angetrieben durch eine Klage der dänischen Naturschutzvereinigung Danmarks Naturfredningsforening wurde die Insel 1983 unter Naturschutz gestellt. Während die Lage nah zur Großstadt Kopenhagen sowie zur Öresundverbindung kein größeres Problem für die Natur der Insel darstellt, bedeutet die Nachbarschaft mit dem Flughafen Kastrup eine Gefährdung für die Fortpflanzung der verschiedenen Möwenarten. Die Naturschutzvereinigung blickt mit Skepsis auf die Bekämpfung der Möwen, die als Beeinträchtigung für den Luftverkehr gesehen werden. So wurden die Eier in den Möwennestern mit Öl beschmiert, damit sie nicht ausgebrütet werden.
Die letzte Folge der 3. Staffel der Kriminalserie „Die Brücke“ spielt teilweise auf Saltholm.